# 惣滝
惣滝（そうたき）は、新潟県妙高市にある滝。日本の滝百選。

## 概要
頸城山塊・妙高山を源とする太田切川の上流・大倉沢に懸かる滝で、日本の滝百選にも選定された名瀑である。高さ80メートル、幅6メートルの直瀑で、断崖の上部から勢いよく水が滑り落ちる。この断崖は切り立った輝石安山岩（つばめ溶岩）であり、節理が露わになっているほか、周辺では地層の褶曲も見られる。滝の上流には高さ8メートルほどの小さな滝が見られる。
惣滝は、燕温泉の温泉街から妙高山への登山道を進み、30分間歩いた場所にある。滝の前には惣滝不動明王がまつられており、行者の姿が現在でも見られる。

## 周辺の滝
そうめん滝（そうめんだき）
燕温泉から妙高山登山道を進み、3分間歩いた場所から右手に見える。高さ64メートル、幅1メートルから3メートル、太田切川の支流に懸かる三段滝で、最下段の滝は38メートルの高さから太田切川へと流れ落ちている。
権現滝（ごんげんだき）
燕温泉から妙高山登山道を進み、20分間歩いた場所にある。高さ26メートル、幅1メートル、太田切川に懸かる二段滝で、岩壁と岩壁との狭間を水が流れ落ちる。写真家の木田薫はこの権現滝について、「白い落水は風になびく白布のようなしなやかな姿を見せる」（『日本滝名鑑4000』191ページより引用）と評価している。
光明滝（こうみょうたき）・称明滝（しょうみょうだき、称名滝）
いずれも太田切川上流の北地獄谷に懸かる滝で、燕温泉から妙高山登山道を進み、それぞれ60分間・70分間歩いた場所にある。光明滝は高さ40メートル、幅4メートルで、細い水が小さな滝壺に落下している。一方、称明滝は高さ85メートル、幅4メートルで、水がばらけるようにして落下している。水量は少なく、その水質の所為か滝が懸かる岩壁は茶褐色に染まっている。

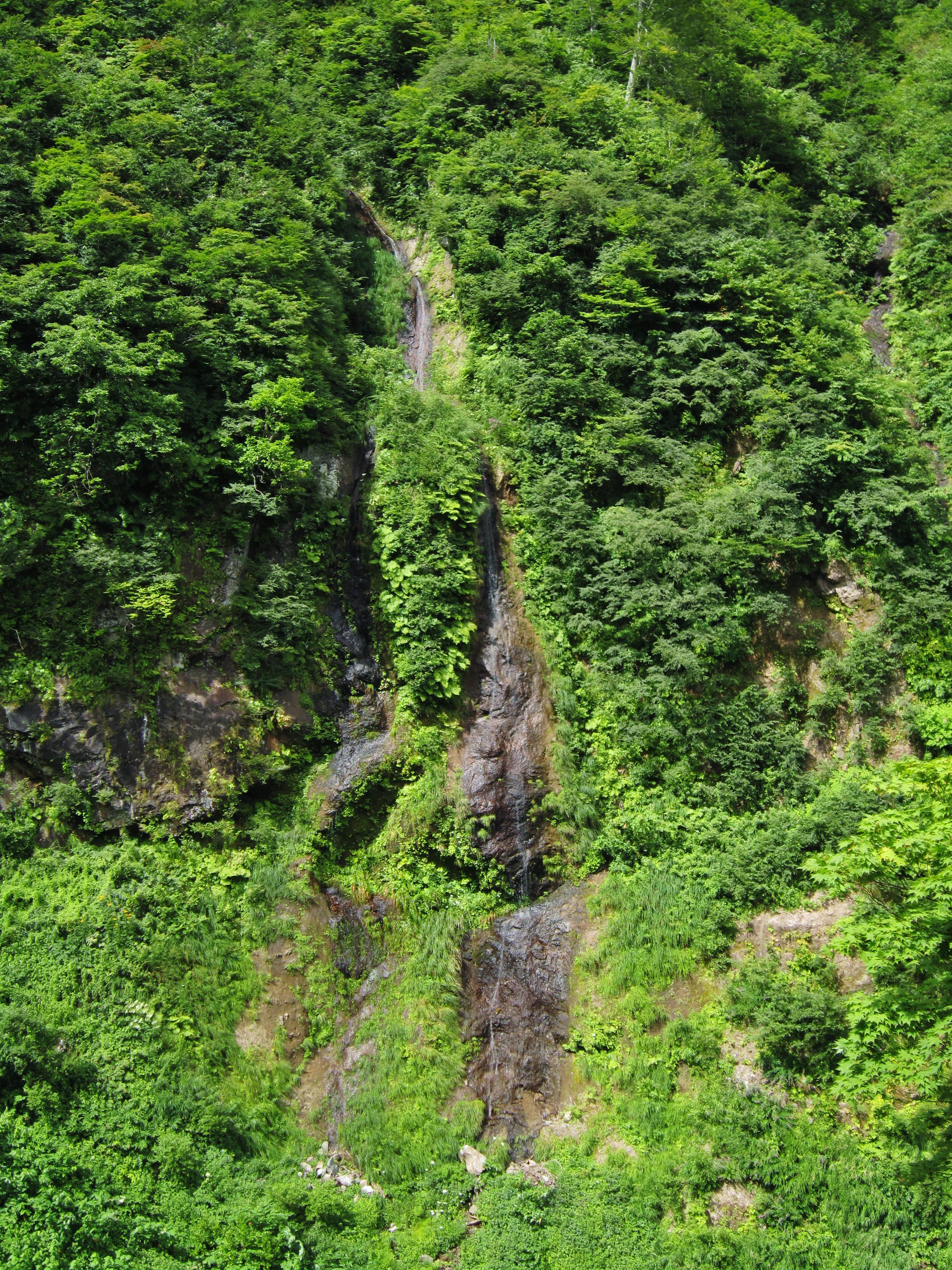
そうめん滝
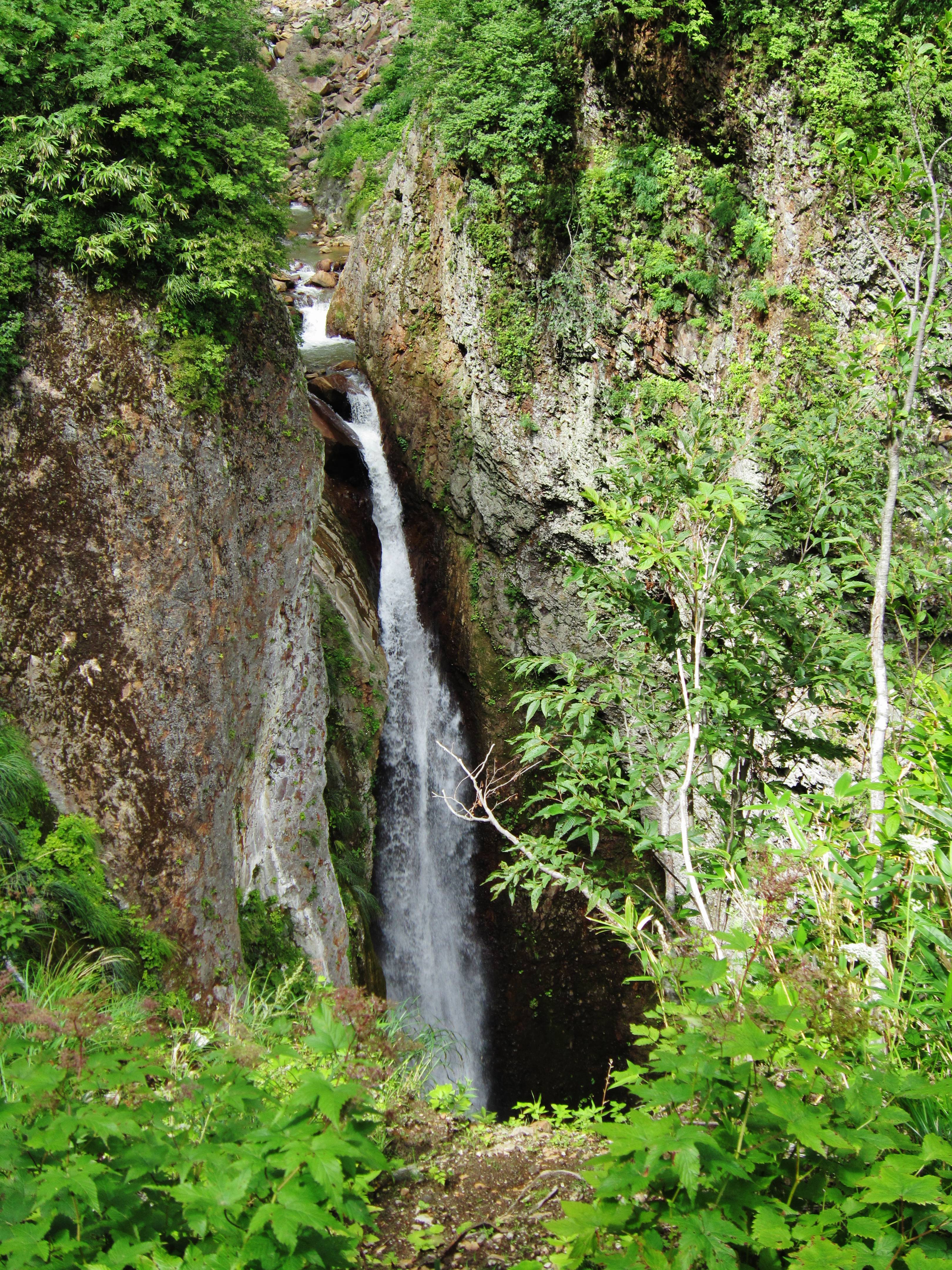
権現滝